# نايلة تشوهان
نايلة تشوهان (6 مايو 1958 في راوالبيندي، باكستان) هي سفيرة وفنانة ودبلوماسية باكستانية. بصفتها دبلوماسية خبيرة وصاحبة تجربة طويلة، اتخذت السفيرة تشوهان منصبًا قياديًا في 8 مهام دبلوماسية باكستانية مختلفة في 5 قارات مختلفة. كانت نايلة تشوهان متعددة اللغات، وامتلكت طلاقة واضحة في 7 لغات هندو أوروبية، من بينها الفارسية والفرنسية والإسبانية.
إلى جانب عدد قليل فحسب من الدبلوماسيين الآخرين، تمثل نايلة تشوهان أول وأقدم مجموعة نسائية تصل إلى أعلى المراتب في وزارة الخارجية الباكستانية. في عام 2008 وصفت أسبوعية إيمباسي ماجازين الكندية عن السياسة الخارجية تشوهان ب «على الرغم من قامة تشوهان النحيلة وهدوء خطاباتها، فإنها تشكل 50٪ من قوة أكثر ثنائيات السلك الدبلوماسي الباكستاني كفاءة». ومع بدئها مسيرتها المهنية الدبلوماسية على المكتب الصيني في وزارة الخارجية الباكستانية، كانت تشوهان مناصرة لتحالف صيني باكستاني قوي استند إلى تعاون متعدد المستويات. التزمت تشوهان أيضًا بمنع الأسلحة الكيميائية العالمية، وكانت أول مدنية وأول امرأة تترأس السلطة الوطنية لتطبيق معاهدة حظر الأسلحة الكيميائية في باكستان. وكانت مسؤولة عن التخطيط للعديد من المعالم في باكستان أو استعادتها، مثل بلازا دي باكستان في بوينوس آيرس، في الأرجنتين. وكانت أول أنثى دبلوماسية أجنبية تستقبل في طهران من قبل الحكومة الإيرانية بعد ثورة عام 1979.
شغلت نايلة تشوهان منصب المندوب السامي لباكستان في أستراليا، حيث ركزت على تقوية العلاقات الثنائية، ومنح الأولوية لتعزيز العلاقات الاقتصادية والتعليمية والزراعية والأمنية. وكانت تشوهان قد شغلت في السابق منصب سكرتيرة باكستان للشرق الأوسط وأفريقيا، بعد أن كانت في السابق سفيرة باكستان إلى الأرجنتين والأوروجواي والبيرو والإكوادور، حيث كانت من أبرز مناصري علاقات أقوى بين باكستان وأمريكا اللاتينية. تشوهان أيضًا خريجة جامعة القائد الأعظم وكلية هارفارد كينيدي وجامعة هارفارد.
بعيدًا عن مسيرتها المهنية الدبلوماسية، تعتبر السفيرة نايلة تشوهان مناصرة قوية لحقوق المرأة عن طريق الفنون البصرية، بما في ذلك مواضيع متعلقة بالاعتراف الاجتماعي بالنساء. أقيمت معارض فنونها في 5 قارات ونالت أوسمة المجتمع المدني ورؤساء الدولة. يعرض كتابها الأشهر، المعاناة، بصورة دائمة في مقر اليونيسكو في مدينة باريس منذ عام 2002.

## المسيرة المهنية
مع ولادتها في راوالبيندي في باكستان، شغلت تشوهان منصب سفيرة باكستان إلى أستراليا، حيث ركزت على تعزيز العلاقات الثنائية، مانحة بذلك أولوية لتعزيز العلاقات الأمنية والزراعية والتعليمية والاقتصادية. وتسلمت منصبها هذا في 29 أكتوبر من عام 2014 في مقر الحكومة في كانبيرا. وبشغلها لهذا الدور، فوضت تشوهان على دول المحيط الهادئ، بما في ذلك فيجي بابوا غينيا الجديدة وجزر سولومون وفانواتو، من بين دول أخرى. ودشنت في شهر أبريل من عام 2018 القنصلية العامة لباكستان في ملبورن. ومع بدئها مسيرتها الدبلوماسية على المكتب الصيني في وزارة الشؤون الخارجية في باكستان، أيدت تشوهان تحالفًا صينيًا باكستانيًا قويًا يستند إلى تعاون متعدد المستويات.
إلى جانب عدد قليل من فحسب من الدبلوماسيين الآخرين، تمثل نايلة تشوهان أول وأقدم مجموعة نسائية للوصول إلى أعلى المراتب في وزارة الخارجية الباكستانية. ونالت بصفتها امرأة شرف أن تكون أول دبلوماسية تستقبل في طهران من قبل الحكومة الإيرانية بعد ثورة عام 1979. في شهر يناير من عام 2008 وصفت أسبوعية إيمباسي ماجازين الكندية عن السياسة الخارجية تشوهان ب «على الرغم من قامة تشوهان النحيلة وهدوء خطاباتها، فإنها تشكل 50٪ من قوة أكثر ثنائيات السلك الدبلوماسي الباكستاني كفاءة».
بصفتها دبلوماسية خبيرة وصاحبة تجربة طويلة، أتمت نايلة تشوهان 8 مهام دبلوماسية باكستانية مختلفة في 5 قارات مختلفة. واشتملت مهامها الدبلوماسية على منصب سكرتيرة إضافية في الشرق الأوسط وأفريقيا والمندوب السامي لباكستان في أوتاوا، والوفد الباكستاني إلى جلستي الجمعية العامة للأمم المتحدة رقم 41 (عام 1987) ورقم 42 (عام 1988) وسفارة باكستان في طهران (1989 - 1993) وفي كوالالمبور (1997 - 2001). التزمت تشوهان أيضًا بمنع الأسلحة الكيميائية العالمية، وكانت أول مدنية وأول امرأة تترأس السلطة الوطنية لتطبيق معاهدة حظر الأسلحة الكيماوية في باكستان. وإضافة إلى خدمتها كدبلوماسية، كانت تشوهان عضو مجلس مدراء شركة التوظيف الخارجي في باكستان ومجلس شركة نظام الغاز الدولي، وعضو المجلس المركزي لرقابة السينما.